# 圣卢斯 (皮奥伊州)
圣卢斯（葡萄牙語：Santa Luz）是巴西皮奥伊州的一个市镇。总面积1186.831平方公里，总人口5283人，人口密度4.5人/平方公里。